# Крістіна Шарлотта Вюртемберзька
Крістіна Шарлотта Вюртемберзька (нім. Christine Charlotte von Württemberg, 21 жовтня 1645 — 16 травня 1699) — принцеса з Вюртемберзького дому, донька герцога Вюртембергу Ебергарда III та рейнграфині Анни Катерини Зальм-Кірбурзької, дружина князя Східної Фризії Георга Крістіана. Регентка Східної Фризії у 1665—1690 роках.

## Біографія
Народилась 21 жовтня 1645 року у Штутгарті восьмою дитиною та четвертою донькою в родині герцога Вюртемберзького Ебергарда III та його першої дружини Анни Катерини Зальм-Кірбурзької. Мала старшого брата Йоганна Фрідріха та сестер Софію Луїзу, Доротею Амалію та Крістіну Фредеріку. Інші брати померли немовлятами до її народження. Згодом сімейство поповнилося шістьома молодшими дітьми, з яких п'ятеро досягли дорослого віку.
У 1648 році у герцогство потерпало від епідемії бубонної чуми, яка значно скоротила населення країни.

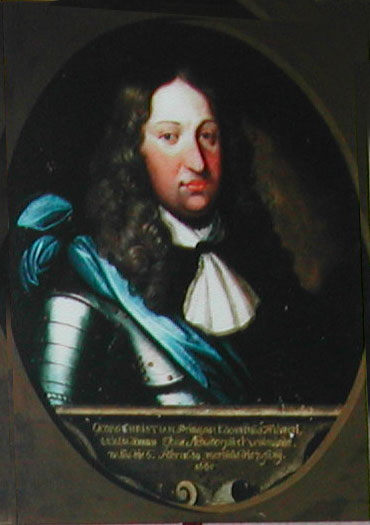
Портрет Георга Крістіана пензля невідомого майстра

Крістіна Шарлотта втратила матір у 9-річному віці. Батько за рік одружився вдруге з юною графинею Еттінген-Еттінгенською Марією Доротеєю Софією. Від цього союзу у принцеси з'явилося 11 єдинокровних сиблінгів, четверо з яких досягли дорослого віку. Більшість з них народилися вже після її одруження.
Крістіна Шарлотта вважалася однією з найкрасивіших і найрозумніших принцес свого часу, граційною дівчиною та надихаючою співбесідницею.
У 16 років була видана в шлюб з 28-річним графом і князем Східної Фризії Георгом Крістіаном. Весілля відбулося 14 травня 1662 у Штутгарті. У шлюбі народила трьох дітей.
Чоловік раптово помер 6 червня 1665 року, а 1 жовтня Крістіна Шарлотта народила сина, який від народження став графом і князем Східної Фризії. Крістіна Шарлотта стала при ньому регенткою.

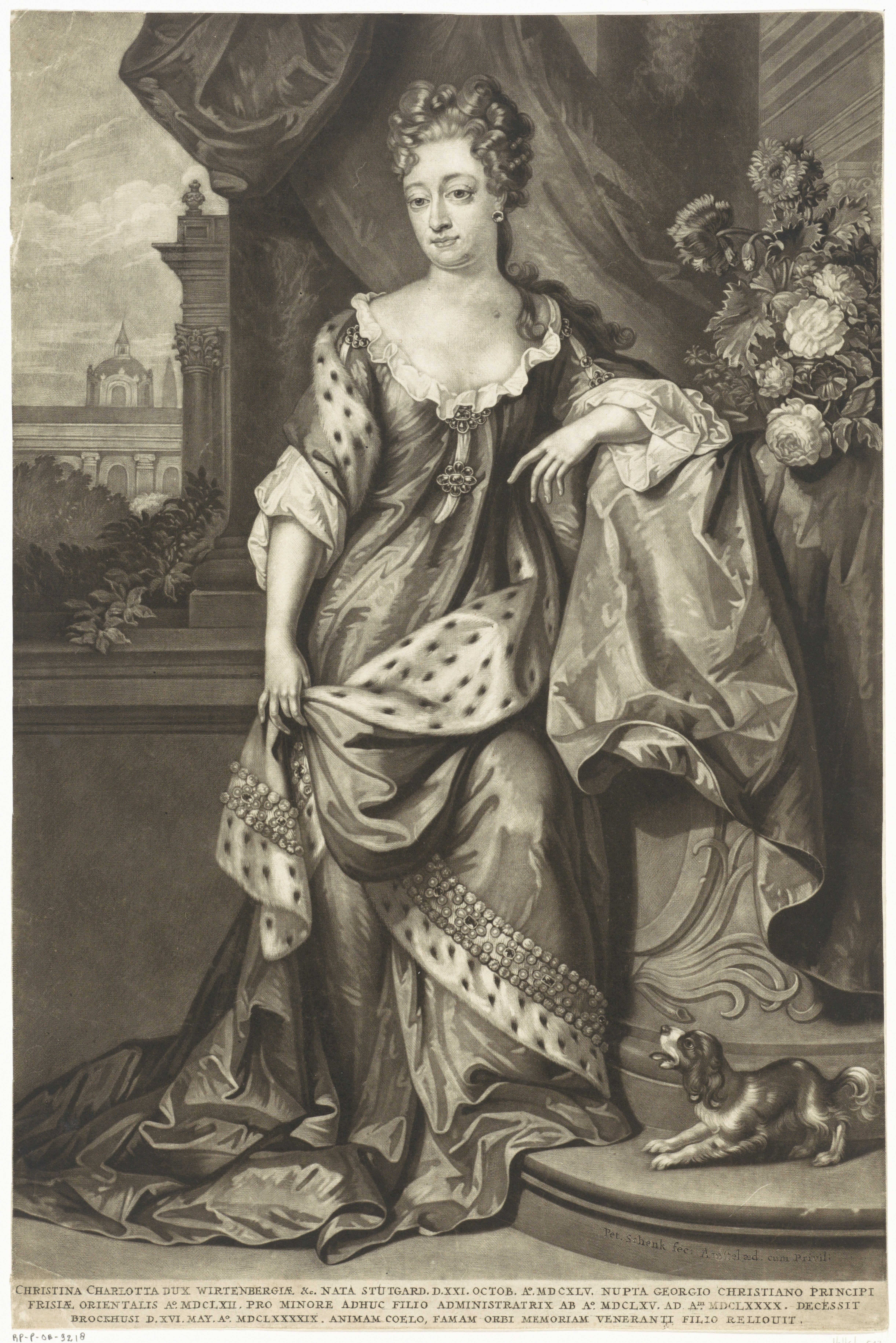
Крістіна Шарлотта на гравюрі

Правила безкомпромісно та прагнула перетворити Східну Фризію на абсолютистську державу, що неодноразово призводило до конфліктів зі станами і кілька разів ставило країну на межу громадянської війни. Так, одним із перших її рішень було усунути співрегента Ецдарда Фердинанда від державних справ. Втім, зусилля Крістіни Шарлотти не увінчалися успіхом, оскільки імператор у 1677 році підтвердив привілеї станів. Княгиня не змирилася з поразкою і кілька наступних років просувала свої плани реформ, особливо, реорганізацію адміністрації.
У зовнішній політиці уклала 22 грудня 1666 року прикордонний договір із Ольденбурзьким графством, так звану Золоту лінію, яка і дотепер відокремлює Східну Фризію від Ольденбурзької Фрисландії.
Наприкінці 1684 року залишила країну через ворожість станів і кілька наступних років провела у Відні, намагаючись відстояти свої виключні права. У 1688 році імператор, поступившись станам, передчасно проголосив Крістіана Ебергарда повнолітнім. Втім, Крістіні Шарлотті вдалося на рік відстрочити свою відставку. Повернувшись до князівства восени 1689 року, вона передала правління синові лише у березні 1690 року.
Надалі жила у Берумському замку, своїй удовиній резиденції, який належав їй ще від 1665 року. Там вона провела ремонтні роботи, внаслідок яких будівля стала одним із найрозкішніших княжих палаців.
Померла у Брухгаузену 16 травня 1699 року, навідуючи свою найкращу подругу Софію Ганноверську. Була похована у мавзолеї родини Кірксена в Ауриху. Ворожість до колишньої княгині у Східній Фризії залишалась настільки яскраво вираженою, що різні громади відмовилися прийняти хвалебний текст, який її син обрав для похоронної проповіді. Однак друзі та родичі судили про Крістіну Шарлотту зовсім інакше, ніж її політичні опоненти. Протягом усього життя вона підтримувала тісний контакт із сім'єю, до якої була дуже прив'язана, регулярно наносила їм візити та щоденно писала листи.

## Родина
Чоловік — Георг Крістіан, граф і князь Східної Фризії. Весілля відбулося 14 травня 1662 у Штутгарті.
У шлюбі народила трьох дітей:
- Ебергардіна Софія (1663—1664) — прожила 1 рік;
- Юліана Шарлотта (1664—1666) — прожила 2 роки;
- Крістіан Ебергард (1665—1708) — князь Східної Фризії від народження, був двічі одруженим, мав 11 дітей від обох шлюбів.